# 8231 Tetsujiyamada
8231 Tetsujiyamada este un asteroid din centura principală de asteroizi.

## Descriere
8231 Tetsujiyamada este un asteroid din centura principală de asteroizi. A fost descoperit pe 6 octombrie 1997 la Kitami de Kin Endate și Kazuro Watanabe. Asteroidul prezintă o orbită caracterizată de o semiaxă mare de 2,85 ua, o excentricitate de 0,01 și o înclinație de 3,0° în raport cu ecliptica.